# Linda Weiszewski
Linda Weiszewski (także Wejszewski, ur. 11 kwietnia 1999 w Niemczech) – polska bobsleistka, członkini kadry narodowej. Była lekkoatletka specjalizująca się w wielobojach. Juniorska mistrzyni świata w sportach pożarniczych.

## Życiorys
Urodziła się w Niemczech, w wieku 11 lat przeniosła się z rodziną do Polski. W wieku nastoletnim uprawiała lekkoatletykę, zdobywając medale Mistrzostw Polski w kategoriach młodziczek i juniorek młodszych. Równocześnie uprawiała sporty pożarnicze, zdobywając tytuł indywidualnej i drużynowej mistrzyni świata juniorów.
Od 2019 r. uprawia sporty zimowe, startując w bobslejach – jedynkach (monobob) oraz dwójkach, jako pilotka. Zajęła 4. miejsce w Pucharze Europy w sezonie 2022/2023. Debiutując na Mistrzostwach Świata w Sankt Moritz w lutym 2023 r. zajęła 18. miejsce w rywalizacji monobobów oraz 16. miejsce w dwójce z Mariką Zandecką. Podczas kończących sezon Mistrzostw Europy Juniorów w 2023 r. zdobyła brązowy medal w kategorii monobob. Od sezonu 2023/2024 startuje w Pucharze Świata. 

## Osiągnięcia
- Mistrzyni (Radom 2013) i wicemistrzyni (Zielona Góra 2014) Polski Młodziczek w biegu na 100 m ppł, brązowa medalistka Mistrzostw Polski Juniorów Młodszych (Łódź 2015) w siedmioboju[7].
- Mistrzyni i wicemistrzyni świata oraz drużynowa mistrzyni świata (do lat 16) V Młodzieżowych Mistrzostw Świata w Sporcie Pożarniczym (Svitavy 2014)[4].
- Brązowa medalistka w kategorii monobob Mistrzostw Europy Juniorów (Winterberg 2023)[6].